# Paraclisis diomedeae
Paraclisis diomedeae är en insektsart som först beskrevs av J.C. Fabricius 1775.  Paraclisis diomedeae ingår i släktet Paraclisis och familjen fjäderlöss. Inga underarter finns listade i Catalogue of Life.